# Ушати тюлени
Ушатите тюлени (Otariidae), наричани още морски лъвове по името на подсемейството им, са морски бозайници от групата на Перконогите (Pinnipedia). Както говори наименованието им (от гръцки otarion се превежда като малко ухо), за разлика от Същинските (безухи) тюлени имат малка, но забележима ушна мида.

## Разпространение
Срещат се в антарктически, субполярни и умерени води на Южното полукълбо, а в Северното полукълбо са представени само в Тихия океан.

## Физическа характеристика
Ушатите тюлени са по-добре приспособени за придвижване на сушата от Същинските тюлени, без това да ги прави по-малко добри плувци. Перките им са сравнително по-големи и подгъвайки ги на сушата те стъпват на ставите на четирите си крака и подтичват, вместо да пълзят по корем.
Друга тяхна особеност са вече споменатите уши, кучешките им зъби също са по-добре развити и тестисите на мъжките са разположени във външни торбички.
Космената покривка на морските лъвове е рядка и груба, а морските мечки имат и втори слой гъста и мека козина, заради която в миналото са били безмилостно избивани.
Много характерен за морските лъвове е силно изразеният полов диморфизъм, като мъжките имат високо чело, масивен врат, широк гръден кош и са до шест пъти по-тежки от женските.

## Поведение
Всички ушати тюлени имат определен размножителен период през който излизат на сушата на определени плажове или скалисти крайбрежия, образувайки многочислени колонии. Те са изразено полигамни животни – мъжките образуват хареми, като обикновено излизат първи на брега и най-силните заемат най-добрите места, запазвайки си правото над женските на своя територия. След няколко дни пристигат и женските, раждат своите малки и скоро след това са готови за зачеване.
Своята територия и женските в нея мъжките ревностно защитават с рев, перчене и често се стига до ожесточени битки помежду им, при които съперниците не само си причиняват сериозни наранявания, но и безогледно мачкат всичко по пътя си представлявайки сериозна заплаха за малките.
Ушатите тюлени ловят риба, главоноги и крил, разчитайки предимно на зрението си, но някои женски се гмуркат и до 400 m дълбочина.

## Класификация
Семейство Ушати тюлени
- Подсемейство Морски котки (Arctocephalinae)
  - Род Arctocephalus – Южни морски котки
    - Вид Arctocephalus gazella – Антарктическа морска котка
    - Вид Arctocephalus townsendi – Гуаделупска морска котка[1]
    - Вид Arctocephalus philippii – Чилийска морска котка[1] (Хуан-Фернандесова морска мечка)
    - Вид Arctocephalus galapagoensis – Галапагоска морска котка
    - Вид Arctocephalus pusillus – Южноафриканска морска котка
    - Вид Arctocephalus forsteri – Новозеландска морска котка
    - Вид Arctocephalus tropicalis – Субантарктическа морска котка
    - Вид Arctocephalus australis – Южноамериканска морска котка

  - Род Callorhinus – Северни морски котки
    - Вид Callorhinus ursinus – Северна морска котка, северна морска мечка
- Подсемейство Морски лъвове (Otariinae)
  - Род Eumetopias
    - Вид Eumetopias jubatus – Сивуч, дългоух тюлен

  - Род Neophoca
    - Вид Neophoca cinerea – Австралийски морски лъв

  - Род Otaria
    - Вид Otaria flavescens (Otaria byronia) – Патагонски морски лъв, отария

  - Род Phocarctos
    - Вид Phocarctos hookeri – Новозеландски морски лъв, морски лъв на Хукър

  - Род Zalophus
    - Вид †Zalophus japonicus – Японски морски лъв
    - Вид Zalophus californianus – Калифорнийски морски лъв
    - Вид Zalophus wollebaeki – Галапагоски морски лъв